# Chrysis auriceps
Chrysis auriceps é uma espécie de insetos himenópteros, mais especificamente de vespas pertencente à família Chrysididae.
A autoridade científica da espécie é Mader, tendo sido descrita no ano de 1936.
Trata-se de uma espécie presente no território português.